# 王西章镇
王西章镇，原为王西章乡，是中华人民共和国河北省石家庄市赵县下辖的一个乡镇级行政单位。2020年12月15日，撤乡设镇。行政区划代码为: 130133107。

## 行政区划
王西章镇下辖以下地区：
侯召村、董西章村、王西章村、屈西章村、南西章村、百户庄村、东纪毫村、西纪毫村、西章铺村、南寺庄村、陈家庄村、东洨洋村、西洨洋村、胡家营村、东湘洋村和西湘洋村。